# Lissodendoryx sigmata
Lissodendoryx sigmata är en svampdjursart som först beskrevs av de Laubenfels 1949.  Lissodendoryx sigmata ingår i släktet Lissodendoryx och familjen Coelosphaeridae. Inga underarter finns listade i Catalogue of Life.